# کارخانه آبجو سازی کارلینگ
کارخانه آبجو سازی کارلینگ (انگلیسی: Carling brewery) کارخانه ساخت آبجو است که در سال ۱۸۹۴ در کانادا تأسیس شد و سپس در سال ۱۹۵۲ به بریتانیا واگذار شد که در اوایل دهه ۸۰ میلادی یکی از محبوب‌ترین برندهای آبجو در بریتانیا بود.